# Бахиранга
Бахира́нга-ша́кти (IAST: bahiraṅga-śakti), апа́ра-ша́кти или ма́ха-ма́йя — санскритский термин, используемый в богословии ряда традиций индуизма.
В гаудия-вайшнавском богословии бахиранга — одна из трёх основных шакти, или энергий Кришны. Это внешняя, материальная энергия Кришны, проявляющая материальный космос — место обитания обусловленных джив. Она также известна как майя или маха-майя. Другие две шакти Кришны, это — внутренняя, антаранга, и пограничная — татастха. Эти понятия объясняются Дживой Госвами в труде «Бхагавата-сандарбха». В «Вишну-пуране» внутренняя, промежуточная и внешняя энергии Бога соответственно называются пара-шакти, кшетраджна-шакти и авидья-шакти. 
Бахиранга-шакти состоит из трёх гун: благости, страсти и невежества (саттвы, раджаса и тамаса). Сам Кришна никогда не соприкасается с материальной энергией, поэтому её называют бахиранга, «внешней» или «отделённой». Даже приходя в материальный мир, Кришна остаётся Богом и не поддаётся влиянию низшей материальной энергии. Кришна приходит в материальный мир с целью привлечь к Себе дживы, томящиеся в нём, и указать им путь к мокше. Материальный мир зависит от Кришны и не может существовать без него. Однако майя создаёт иллюзию независимости существования. Под её влиянием дживы считают себя независимыми от Кришны. Материальный мир рассматривается как искажённое отражение изначального вечного духовного мира Вайкунтхи.